# 山口恭子
山口 恭子（やまぐち やすこ、1969年 - ）は、日本の現代音楽の作曲家。東京芸術大学卒業。現在はドイツで活動する。マンフレッド・トロヤーンらに師事。
代表作に『だるまさんがころんだ』ほか。ヤング・コンポーザーズ・ミーティング入選などの受賞歴がある。

## リンク
- 本人ウェブサイト[1]
- （2022年）12月12日 山口恭子室内楽作品個展[2]